# نوزاد (سربیشه)
نوزاد یک روستا در ایران است که در دهستان نهارجان شهرستان سربیشه واقع شده‌است. نوزاد ۲۷ نفر جمعیت دارد.